# Bartolomeo Gradenigo
Bartolomeo Gradenigo, beneški dož, * 1259, Benetke, † 28. december 1342.